# Salih I ibn Mansur
Salih I ibn Mansur est le fondateur de l'émirat de Nekor, situé dans les montagnes du Rif au Maroc. Il est probablement d'origine himyarite du Yémen,,,. Sa dynastie est responsable de la conversion des tribus berbères locales à l'Islam. Au début, les tribus locales résistent aux restrictions de la nouvelle religion et déposent bientôt leur dirigeant, mais on lui demande plus tard de revenir et de reprendre le pouvoir. Sa dynastie, les Banu Salih, régna sur la région jusqu'en 1019.